# Starosyňavský rajón
Starosyňavský rajón (ukrajinsky Старосинявський район) byl rajón v Chmelnycké oblasti na Ukrajině. Hlavním městem byla Stara Syňava a rajón měl přibližně 19 tisíc obyvatel. 

## Sídla v rajónu
- Stara Syňava